# Illia Kvacha
Illia Kvacha (en ukrainien : Ілля Кваша), né le 5 mars 1988 à Mykolaïv, est un plongeur ukrainien, médaillé de bronze aux Jeux olympiques de 2008, avec Oleksiy Pryhorov. Il a également remporté de nombreux titres européens, les deux derniers à Budapest en 2010. En juillet 2013, à Barcelone, il devient vice-champion du monde au tremplin de 1 m, médaille qu'il confirme aux championnats suivants à Kazan en juillet 2015.